# Lean Chihiro
Lean Chihiro, de son vrai nom Morgane Alijah Juliett Ebara Saminnadin, née en 1999 à Paris, en France, est une auteure-compositrice-interprète française de musique rap. Autodidacte, elle est révélée au grand public, en 2017, grâce à la diffusion de ses premières compositions musicales sur SoundCloud, une plateforme numérique. En 2020, la sortie de son EP Teenage Humanoid installe dans le paysage de la scène hip-hop française contemporaine son style visuel inspiré de la culture pop japonaise et son identité musicienne aux multiples influences.

## Biographie

### Enfance et adolescence
Morgane Ebara naît à Paris, en France, en 1999,,. Sa mère, aujourd'hui décédée, était mannequin. Son père, ancien boxeur, est connu dans le monde du rap français sous le pseudonyme de Daddy Lord C, membre du collectif La Cliqua,. Sous influence maternelle, Morgane Ebara se familiarise, dès son plus jeune âge, avec la culture japonaise et les sonorités de divers genres musicaux tels que le rock, le funk, le hip-hop, la musique soul et le jazz,. Avec son père, elle découvre le rap. Une phobie scolaire amène l'adolescente à quitter prématurément le lycée. Elle se tourne alors vers une carrière professionnelle dans la musique.

## Carrière artistique

### Années 2010
Très tôt attirée par la pratique de l'art musical, Morgane Ebara commence, en 2015, à diffuser depuis son domicile parisien ses créations « do it yourself » sur SoundCloud, une plateforme de distribution numérique. Une communauté internationale de fans se forme autour de sa production de streaming audio,. En 2016, la styliste et chanteuse américaine Rihanna présente à Paris sa collection de vêtements Fenty x Puma. Morgane Ebara est retenue à l'issue d'un casting, mais ne participe finalement pas au défilé de mode. En 2017, sous le nom de scène Lean Chihiro, la jeune auteure-compositrice-interprète sort son premier EP intitulé Reborn. La même année, sa composition mélodique Summer Hunter lui assure un début de notoriété artistique,. L'année suivante, son nouveau single Eww Starf annonce la sortie de sa mixtape Let me go,. En mai 2018, la chanteuse de rap se produit sur une scène parisienne, en première partie d'un concert de Smooky Margielaa, membre du collectif new-yorkais A$AP Mob,. La diffusion de son freestyle, Règlement Space #7, sur la chaîne YouTube Le Règlement, se traduit par un succès d'audience sur le service de streaming musical Spotify. Ses œuvres de musique rap lui valent l'attention du magazine musical The Fader, une référence américaine en matière de R'n'B et de hip-hop. À Nantes, en juin 2019, elle réalise une prestation scénique en clôture des Rendez-vous Hip Hop.

### Années 2020
En janvier 2020, à Saint-Étienne, Lean Chihiro monte sur la scène du Fil, pour présenter des titres de son minialbum let me go, en première partie d'un concert de Zola, un rappeur natif d'Évry. Au mois d'août 2020, à la suite des singles To The Max et Ice cold bubble tea, sort Teenage Humanoid, un EP composé de huit titres et produit par le label indépendant Chez Ace,,.

## Nom de scène
En 2017, pour se présenter lors de la sortie de son premer EP, Morgane Ebara adopte le nom de scène Lean Chihiro. Par ce pseudonyme, la rappeuse parisienne rend hommage au rappeur suédois Yung Lean, dont les mélodies cloud rap l'ont inspirée,. Le mot « Chihiro », correspond au nom Chihiro Ogino de l'héroïne d'un film d'animation : Le Voyage de Chihiro, une œuvre du réalisateur japonais Hayao Miyazaki,. Il souligne l'attrait que la culture pop japonaise exerce sur l'artiste Lean Chihiro,.

## Sources d'inspiration
Durant les années 2000, Morgane Ebara hérite de ses parents leur culture musicale aux racines multiples. Au fil du temps, son esprit s'imprègne de musique rock, de funk, de hip-hop, de soul, de jazz et de musique japonaise,. À l'adolescence, lorsque ses goûts s'affirment, ses sources d'inspiration se précisent. Des stars américaines telles que Lauryn Hill, Missy Elliott et Erykah Badu deviennent ses références,. Par la suite, l'aspirante musicienne découvre les productions musicales contemporaines des artistes californiens Schoolboy Q, Kendrick Lamar, Tyler, The Creator, Syd et du rappeur new-yorkais A$ap Rocky. L'écoute des œuvres de Yung Lean, sur la plateforme web SoundCloud, renforcent ses aspirations artistiques,. Sous le nom de Lean Chihiro, elle suit l'exemple donné par ses immédiats prédécesseurs la canadienne Tommy Genesis, Princess Nokia, Kalash Criminel et Rico Nasty,.
Au-delà de ses influences musicales, principalement d'origine américaine, Lean Chihiro inscrit ses compositions musicales dans un univers visuel inspiré de la pop culture japonaise,, notamment l'esthétique kawaii promue par Kyary Pamyu Pamyu, une star de la J-pop.

## Discographie

### Singles

#### Summer Hunter
En 2017, parmi plusieurs morceaux auto-produits, le single Summer Hunter marque, pour Lean Chihiro, un début de notoriété,.

#### To The Max
Début juin 2020, le single To The Max annonce la sortie de l'EP Teenage Humanoid,. Il est accompagné d'un vidéoclip, dans lequel se succèdent séquences de japanime et chorégraphies solos, mettant en scène la rappeuse qui, en tenue « girly » de cosplay, scande ses rimes en anglais, dans un décor urbain.

### EP

#### Reborn
Sorti en 2017, Reborn est le premier EP de Lean Chihiro. L'artiste en devenir y développe un rap emo aux sonorités synthétiques façonnées par de l'Auto-Tune et aux références culturelles nippones.

#### Teenage Humanoid
Le travail de Lean Chihiro se professionnalise avec la sortie, fin août 2020,, de l'EP huit titres Teenage Humanoid, sous le label Chez Ace. Sur des paroles en anglais, qui dévoilent des expériences personnelles, le flow de la rappeuse parisienne couvre une diversité de styles musicaux : trap, dans le morceau Pull up, par exemple, reggaeton, dans la chanson Ice Cold Bubble Tea, hip-hop et rap,. Le texte de la chanson Nuit, un duo avec Roshi, est, contrairement aux autres, bilingue français et anglais.